# Gubbio
Gubbio je grad u središnjoj Italiji. Gubio je peti po veličini grad pokrajine Perugia u regiji Umbrija.
Gubio je poznat kao pravi relikt srednjovjekovnog urbanizma, jer je grad postavljen strateški na vrlo strmoj padini, što stvara veoma zanimljivu mrežu gradskih trgova i ulica.

## Zemljopis
Grad Gubio nalazi se u središnjem dijelu Italije, u sjeveroistočnom dijelu Umbrije. Grad se smjestio na strmoj padini iznad koje se izdiže planina Ingino, jedna iz lanca središnjih Apenina.

## Povijest
Brdo iznad grada bilo je naseljeno još u brončano doba, a bio je i važno središe Umbra u predrimsko vrijeme, a nakon rimskog osvajanja u 2. stoljeću pr. Kr., naziva se lat. Iguvium.

## Stanovništvo
Gubbio danas ima oko 38.000 stanovnika (brojčano peti najveći grad u pokrajini), mahom Talijana. Posljednjih desetljeća broj stanovnika u gradu stagnira.

## Galerija slika
- Panorama grada
- Gradska kuća
- Mala ulica starog Gubbia
- Gradski karneval

## Vanjske poveznice
- Službene stranice grada Gubbia (engl.) (tal.)